# Niels Juel-klassen
Niels Juel-klassen var en af Søværnets skibsklasser med tre enheder af typen korvet. Skibene er bygget på Aalborg Værft og blev søsat i perioden 1978-80. I perioden 1998-2000 fik alle tre enheder en såkaldt "mid-life update", hvor skibene blev gennemgribende renoveret og fik moderniseret sensor-, våben- og elektroniksystemerne.
F355 Olfert Fischer fungerede i en kort periode som skoleskib. Fra den 25. juni 2009 var alle tre korvetter oplagt på Flådestation Korsør, mens besætningerne påbegyndte omskoling for at kunne bemande fregatterne af Iver Huitfeldt-klassen, hvoraf den første indgik i flådens tal den 21. januar 2011.
Skibsklassens tre enheder var alle opkaldt efter berømte dansk-norske admiraler: Niels Juel (1629-97), Olfert Fischer (1747-1829) og Peter Tordenskiold (1690-1720).

## Våben
Niels Juel-klassens hovedformål var overflade- og antiluftkrigsførelse, til dette havde Niels Juel-klassen et fint udvalg af våben. Til at bekæmpe andre skibe havde klassen otte RGM-84 Harpoon-sømålsmissiler, og til bekæmpelse af fly havde skibene 12 styk Evolved Sea Sparrow og 12 styk FIM-92 Sea Stinger luftværnsmissiler. Desuden havde skibene som artilleri en 76 mm OTO Melare Compact M/71-kanon. Til bekæmpelse af ubåde, havde skibene otte 40 kg-dybdebomber, og til sidst, men ikke mindst, havde de til bekæmpelse af mindre trusler, syv 12,7 mm tunge maskingeværer (TMG) M/50.

## Kommandostrygning og ophugning
Den 18. august 2009 udgik klassen fra flådens tal ved en ceremoni på Flådestation Korsør. Ceremonien bestod af en parade, musik, et antal taler af blandt andet Forsvarschef Tim Sloth Jørgensen samt en efterfølgende reception. Efter afrigningen af skibene blev færdiggjort blev skibene solgt til ophugning hos firmaet H. J. Hansen den 3. januar 2013. Ophugningen fandt sted i tørdokken på Lindøværftets tidligere område og firmaet forventede at over 95 procent af materialerne fra skibene kunne genbruges. Skibene blev ophugget i løbet af februar 2013.

## Skibe i klassen
| Pnt. | Navn               | Kølen lagt   | Søsat        | Indgået      | Navngivet af               | Skæbne                                     | Kaldesignal |
| ---- | ------------------ | ------------ | ------------ | ------------ | -------------------------- | ------------------------------------------ | ----------- |
| F354 | Niels Juel         | 20. okt 1977 | 17. feb 1978 | 26. aug 1980 | Dronning Margrethe II      | Udgået 18. aug 2009, ophugget februar 2013 | OUER        |
| F355 | Olfert Fischer     | 6. dec 1978  | 15. jan 1980 | 16. okt 1981 | Prins Henrik, Prinsgemalen | Udgået 18. aug 2009, ophugget februar 2013 | OUES        |
| F356 | Peter Tordenskiold | 5. dec 1979  | 30. apr 1980 | 2. apr 1982  | Kronprins Frederik         | Udgået 18. aug 2009, ophugget februar 2013 | OUET        |

- Korvetten F356 Peter Tordenskiold.